# Erez Tal

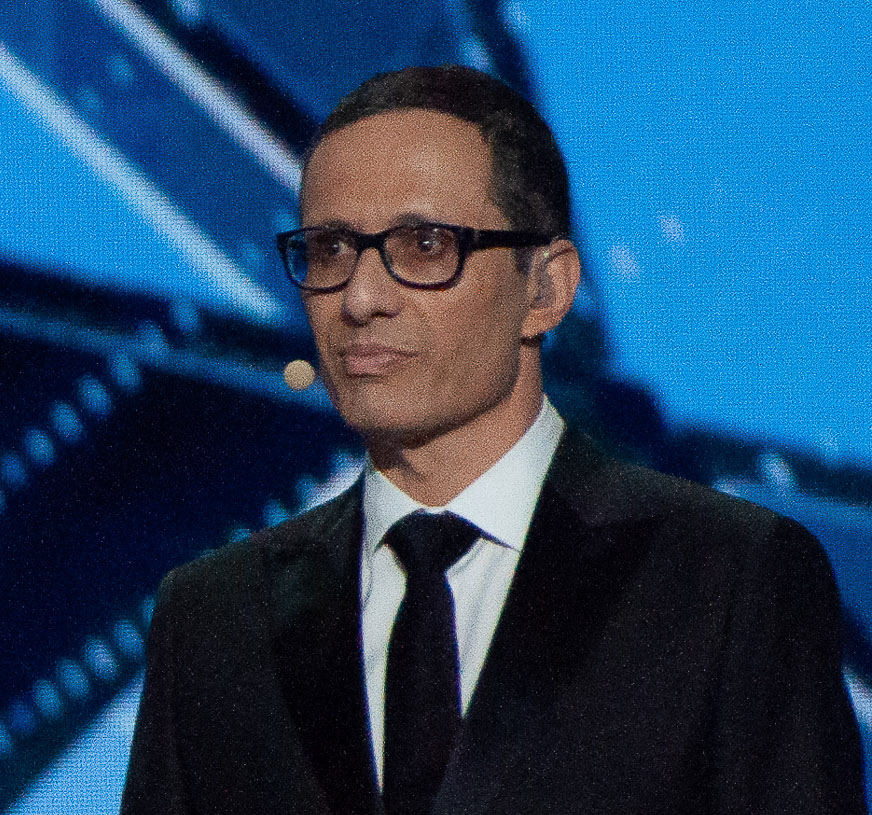
Tal podczas prób do 64. Konkursu Piosenki Eurowizji w Tel Awiwie

Erez Tal (heb. טל ארז; ur. 27 lipca 1961) – izraelski prezenter telewizyjny. W 2019 roku współprowadził Konkurs Piosenki Eurowizji.